# Stefanie Schlesinger
Stefanie Schlesinger (* 12. Februar 1977 in Bamberg) ist eine deutsche Jazzsängerin und Songwriterin.

## Leben und Wirken
Stefanie Schlesinger legte am Bamberger musischen E.T.A.-Hoffmann-Gymnasium das Abitur ab. Ab 1996 studierte sie Musik in Augsburg an der Hochschule für Musik Nürnberg-Augsburg mit Hauptfach Gesang. 2001 schloss sie ihr Studium mit dem künstlerischen Diplom im Fach Gesang ab. Sie leitete eine eigene Combo und arbeitete mit Musikern wie Pete York, Daniel Messina, Klaus Doldinger, Herb Geller oder Christian Bruhn.
Seit 2000 ist Schlesinger mit dem Vibraphonisten und Komponisten Wolfgang Lackerschmid verheiratet, mit dem sie einen Sohn hat.
Schlesinger ist Delegierte der außerordentlichen Mitglieder der GEMA.

## Preise
2003 erhielt sie als erste Sängerin in der Kategorie Jazz den Bayerischen Kunstförderpreis.

## Diskografie (Auswahl)
- What Love Is. (Enja; 2002, mit Bob Degen, Isla Eckinger, Jarrod Cagwin, Pedro Tagliani, Wolfgang Lackerschmid)
- Angel Eyes. (Enja; 2004, mit Bob Degen, John Lee, Karl Latham, Wolfgang Lackerschmid, Roger Squitero, Slide Hampton, Hendrik Meurkens, Johannes Faber)
- Daily Rose. (hipjazz; 2008, mit Walter Lang, Rocky Knauer, Wolfgang Lackerschmid, Stephan Holstein)
- Lieder aus dem Koboldland. (Randvoll Records; 2012, mit u. a. Wolfgang Lackerschmid, Pedro Tagliani, Marcio Tubino)
- Blueroom: „... und dann habe ich mich auf ihn gestürzt ...“ Jazzsongs und Märchen von Eros und Liebe. (randvoll; 2012, mit Wolfgang Lackerschmid, Matthias Fischer)
- Stefanie Schlesinger & Wolfgang Lackerschmid: Herzschmerz – Lüpertzlieder (HGBS; 2015; mit Markus Lüpertz, Ryan Carniaux)
- Reality. (hipjazz; 2017, mit Wolfgang Lackerschmid, Mark Soskin, John Goldsby, Guido May, Ryan Carniaux)
- Mein Violoncellchen – Als Mozarts Bäsle errötete. Hörspiel mit Musik von Peter Dempf (Randvoll Records; 2019. Libretto, szenische Texte): Peter Dempf; Liedtexte aus den „Bäsle“- Briefen von Wolfgang Amadeus Mozart; Musik: Stefanie Schlesinger & Wolfgang Lackerschmid
- Stefanie Schlesinger, Wolfgang Lackerschmid: Sharing Secrets (Dot Time Records 2025)[6]

## Ein-Personen-Bühnenstücke
- 2009: Schaezlerpalais Augsburg, Ma très chère cousine, Musiclett Peter Dempf (Libretto, szenische Texte, Liedtexte); Liedtexte aus den „Bäsle“- Briefen: Wolfgang Amadeus Mozart; Musik: Stefanie Schlesinger & Wolfgang Lackerschmid[7]
- 2010: Sensemble Theater Augsburg, Jetzt ist er tot, der Hund! Musiclett von Peter Dempf,  Musik: Stefanie Schlesinger/Wolfgang Lackerschmid[8]
- 2015: Sensemble Theater Augsburg, Sangesfieber Musiclett von Sebastian Seidel, Musik: Stefanie Schlesinger/Wolfgang Lackerschmid[9]
- 2019: Staatstheater Augsburg, Mein Violoncellchen - Als Mozarts Bäsle errötete, Hörspiel - Peter Dempf (Libretto, szenische Texte, Liedtexte) gelesen von Stefanie Schlesinger und Christel Peschke; gesungen von Stefanie Schlesinger, Liedtexte aus den „Bäsle“- Briefen von Wolfgang Amadeus Mozart; Musik: Stefanie Schlesinger & Wolfgang Lackerschmid[10]